# Seznam dílů seriálu Městečko záhad
Toto je seznam dílů seriálu Městečko záhad. Animovaný seriál Městečko záhad, který se vysílá na kanálu Disney Channel, měl premiéru v USA 15. června 2012 a 20. října 2012 v Česku. Seriál sleduje osudy městských dvojčat Dippera a Mabel Pinesových, kteří jsou na prázdninách u strýčka „Zlejdy Stana,“ jež provozuje turistickou past s názvem Tajemná chýše v městečku Gravity Falls v Oregonu.

## Přehled řad
| Řada | Díly | Premiéra v USA  | Premiéra v USA | Premiéra v ČR (Disney) | Premiéra v ČR (Disney) | Premiéra v ČR (ČT :D) | Premiéra v ČR (ČT :D) |
| Řada | Díly | První díl       | Poslední díl   | První díl              | Poslední díl           | První díl             | Poslední díl          |
| ---- | ---- | --------------- | -------------- | ---------------------- | ---------------------- | --------------------- | --------------------- |
| 1    | 20   | 15. června 2012 | 7. září 2013   | 20. října 2012         | 23. listopadu 2013     | 18. března 2016       | 6. dubna 2016         |
| 2    | 21   | 1. srpna 2014   | 15. února 2016 | 6. prosince 2014       | 7. května 2016         | 7. dubna 2016         | 27. dubna 2016        |

Kraťasy
| Řada | Díly | Premiéra v USA | Premiéra v USA | Premiéra v ČR   | Premiéra v ČR   |
| Řada | Díly | První díl      | Poslední díl   | První díl       | Poslední díl    |
| ---- | ---- | -------------- | -------------- | --------------- | --------------- |
| 1    | 6    | 14. října 2013 | 18. října 2013 | 1. března 2014  | 1. března 2014  |
| 2    | 5    | 3. února 2014  | 7. února 2014  | 12. května 2014 | 16. května 2014 |
| 3    | 2    | 21. dubna 2014 | 22. dubna 2014 | 18. srpna 2014  | 19. srpna 2014  |
| 4    | 2    | 23. dubna 2014 | 24. dubna 2014 | 20. srpna 2014  | 21. srpna 2014  |
| 5    | 2    | 2. června 2014 | 2. června 2014 | 19. března 2015 | 25. března 2016 |

## Seznam dílů

### První řada (2012-13)
| Č. v seriálu                                                                                            | Č. v řadě | Název                          | Český název         | Režie                    | Scénář                                                              | Premiéra v USA    | Premiéra na DC     | Premiéra na ČT :D | Prod. kód |
| --- | --------- | ------------------------------ | ------------------- | ------------------------ | ------------------------------------------------------------------- | ----------------- | ------------------ | ----------------- | --------- |
| 1 | 1         | Tourist Trapped                | Past na turisty     | John Aoshima             | Alex Hirsch                                                         | 15. června 2012   | 20. října 2012     | 18. března 2016   | 105       |
| Dipper najde ve stromu záhadný deník, který odhaluje různá tajemství Gravity Falls.                     |           |                                |                     |                          |                                                                     |                   |                    |                   |           |
| 2 | 2         | The Legend of the Gobblewonker | Příšera z jezera    | John Aoshima             | Michael Rianda, Alex Hirsch                                         | 29. června 2012   | 10. listopadu 2012 | 19. března 2016   | 101       |
| Zlejda Stan vezme Dippera a Mabel na ryby, ale oni jedou fotit příšeru na Ostrov Zbabělců.              |           |                                |                     |                          |                                                                     |                   |                    |                   |           |
| 3 | 3         | Headhunters                    | Lovci hlav          | John Aoshima             | Aury Wallington, Alex Hirsch                                        | 30. června 2012   | 17. listopadu 2012 | 20. března 2016   | 102       |
| Soos najde v Tajemné chýši místnost s voskovými figurínami, které se pokusí useknout Stanovi hlavu.     |           |                                |                     |                          |                                                                     |                   |                    |                   |           |
| 4 | 4         | The Hand That Rocks the Mabel  | Gideon přichází     | John Aoshima             | Zach Paez, Alex Hirsch                                              | 6. července 2012  | 24. listopadu 2012 | 21. března 2016   | 104       |
| Mabel se musí vypořádat s konkurentem Zlejdy Stana, Gideonem, který je do ní zamilován.                 |           |                                |                     |                          |                                                                     |                   |                    |                   |           |
| 5 | 5         | The Inconveniencing            | Zavřený krám        | Aaron Springer, Joe Pitt | Michael Rianda, Alex Hirsch                                         | 13. července 2012 | 1. prosince 2012   | 22. března 2016   | 103       |
| Dipper a Mabel se stanou součástí party místních puberťáků, která se vloupá do dávno zavřeného obchodu. |           |                                |                     |                          |                                                                     |                   |                    |                   |           |
| 6 | 6         | Dipper vs. Manliness           | Chlapák Dipper      | Aaron Springer, Joe Pitt | Tim McKeon                                                          | 20. července 2012 | 8. prosince 2012   | 23. března 2016   | 106       |
| Dipper se pokusí dokázat, že je mužný mužík.                                                            |           |                                |                     |                          |                                                                     |                   |                    |                   |           |
| 7 | 7         | Double Dipper                  | Dvojitý Dipper      | Aaron Springer, Joe Pitt | námět: Mitch Larson scénář: Michael Rianda, Tim McKeon, Alex Hirsch | 10. srpna 2012    | 15. prosince 2012  | 24. března 2016   | 109       |
| Dipper naklonuje sám sebe pomocí speciální kopírky.                                                     |           |                                |                     |                          |                                                                     |                   |                    |                   |           |
| 8 | 8         | Irrational Treasure            | Potrhlý poklad      | John Aoshima             | námět: David Slack scénář: Tim McKeon, Alex Hirsch                  | 17. srpna 2012    | 17. prosince 2012  | 25. března 2016   | 108       |
| Dipper a Mabel se pokusí rozluštit, kdo byl pravým zakladatelem městečka.                               |           |                                |                     |                          |                                                                     |                   |                    |                   |           |
| 9 | 9         | The Time Traveler's Pig        | Časoprostorový vepř | Aaron Springer, Joe Pitt | Aury Wallington, Alex Hirsch                                        | 24. srpna 2012    | 2. března 2013     | 26. března 2016   | 107       |
| Dipper na pouti trefí Wendy do oka a pokusí se to napravit cestováním zpět v čase.                      |           |                                |                     |                          |                                                                     |                   |                    |                   |           |
| 10 | 10        | Fight Fighters                 | Virtuální rváč      | John Aoshima             | Zach Paez, Alex Hirsch                                              | 14. září 2012     | 4. března 2013     | 27. března 2016   | 110       |
| Dipper najde na boku automatu kód a vyvolá bojovníka ze hry, který mu pomůže v konfliktu s Robbiem.     |           |                                |                     |                          |                                                                     |                   |                    |                   |           |
| 11 | 11        | Little Dipper                  | Malý Dipper         | Aaron Springer, Joe Pitt | Tim McKeon, Zach Paez, Alex Hirsch                                  | 28. září 2012     | 22. června 2013    | 28. března 2016   | 111       |
| Dipper najde v lese krystaly, pomocí kterých se dá měnit velikost předmětů.                             |           |                                |                     |                          |                                                                     |                   |                    |                   |           |
| 12 | 12        | Summerween                     | Dušletničky         | John Aoshima             | Zach Paez, Alex Hirsch, Michael Rianda                              | 5. října 2012     | 15. června 2013    | 29. března 2016   | 112       |
| Všichni obyvatelé městečka slaví letní svátek na způsob Halloweenu - Dušletničky.                       |           |                                |                     |                          |                                                                     |                   |                    |                   |           |
| 13 | 13        | Boss Mabel                     | Mabel je šéf        | John Aoshima             | námět: Tommy Reahard scénář: Tim McKeon, Alex Hirsch                | 15. února 2013    | 5. října 2013      | 30. března 2016   | 114       |
| Mabel si na tři dny zkusí, jaké to je šéfovat Tajemné chýši.                                            |           |                                |                     |                          |                                                                     |                   |                    |                   |           |
| 14 | 14        | Bottomless Pit!                | Bezedná jáma        | Aaron Springer, Joe Pitt | Alex Hirsch, Michael Rianda                                         | 1. března 2013    | 12. října 2013     | 31. března 2016   | 115       |
| Dipper, Mabel, Stan a Soos spadnou do bezedné jámy, kde si vypráví různé příběhy.                       |           |                                |                     |                          |                                                                     |                   |                    |                   |           |
| 15 | 15        | The Deep End                   | V hloubce           | Aaron Springer, Joe Pitt | Nancy Cohen                                                         | 15. března 2013   | 29. září 2013      | 1. dubna 2016     | 113       |
| Šílené vedro v Městečku záhad má za následek to, že se otevře městský bazén.                            |           |                                |                     |                          |                                                                     |                   |                    |                   |           |
| 16 | 16        | Carpet Diem                    | Carpet Diem         | Joe Pitt                 | Tim McKeon, Zach Paez, Alex Hirsch                                  | 5. dubna 2013     | 26. října 2013     | 2. dubna 2016     | 117       |
| Soos najde místnost s kobercem, který dokáže vyměňovat mysl živoucím bytostem.                          |           |                                |                     |                          |                                                                     |                   |                    |                   |           |
| 17 | 17        | Boyz Crazy                     | Šílení kluci        | John Aoshima             | Matt Chapman, Alex Hirsch                                           | 19. dubna 2013    | 2. listopadu 2013  | 3. dubna 2016     | 116       |
| Mabel, Candy a Grenda pomůžou utéct jejich oblíbené skupině Mocinkykrát.                                |           |                                |                     |                          |                                                                     |                   |                    |                   |           |
| 18 | 18        | Land Before Swine              | Země před prasátky  | John Aoshima             | Tim McKeon, Alex Hirsch                                             | 28. června 2013   | 9. listopadu 2013  | 4. dubna 2016     | 118       |
| Stan dostane za úkol hlídat Tučíka, ale toho odnese pterodaktyl.                                        |           |                                |                     |                          |                                                                     |                   |                    |                   |           |
| 19 | 19        | Dreamscaperers                 | V říši snů          | Joe Pitt, John Aoshima   | Tim McKeon, Matt Chapman, Alex Hirsch                               | 12. července 2013 | 16. listopadu 2013 | 5. dubna 2016     | 119       |
| Gideon se pokusí získat Tajemnou chýši, na pomoc si přivolá démona Billa Šifru.                         |           |                                |                     |                          |                                                                     |                   |                    |                   |           |
| 20 | 20        | Gideon Rises                   | Úsvit Gideonův      | John Aoshima, Joe Pitt   | Matt Chapman, Alex Hirsch, Michael Rianda                           | 2. srpna 2013     | 23. listopadu 2013 | 6. dubna 2016     | 120       |
| Pinesovi se musí odstěhovat k Soosově babičce a získají od Gideona Tajemnou chýši zpátky.               |           |                                |                     |                          |                                                                     |                   |                    |                   |           |

### Druhá řada (2014-16)
Premiérové díly se začaly v USA vysílat na Disney XD.
| Č. v seriálu | Č. v řadě | Název                                   | Český název                             | Režie                | Scénář                                                                     | Premiéra v USA     | Premiéra na DC     | Premiéra na ČT :D | Prod. kód |
| ------------ | --------- | --------------------------------------- | --------------------------------------- | -------------------- | -------------------------------------------------------------------------- | ------------------ | ------------------ | ----------------- | --------- |
| 21           | 1         | Scary-oke                               | Zbývá, kdo zpívá                        | Rob Renzetti         | Jeff Rowe, Matt Chapman, Alex Hirsch                                       | 1. srpna 2014 (DC) | 6. prosince 2014   | 7. dubna 2016     | 203       |
| 22           | 2         | Into the Bunker                         | Tajný kryt                              | Joe Pitt             | Matt Chapman, Alex Hirsch                                                  | 4. srpna 2014      | 13. prosince 2014  | 8. dubna 2016     | 201       |
| 23           | 3         | The Golf War                            | Holedbání s holemi                      | Matt Braly           | Jeff Rowe, Alex Hirsch                                                     | 11. srpna 2014     | 20. prosince 2014  | 9. dubna 2016     | 202       |
| 24           | 4         | Sock Opera                              | Maňásková opera                         | Matt Braly, Joe Pitt | Shion Takeuchi, Alex Hirsch                                                | 8. září 2014       | 27. prosince 2014  | 10. dubna 2016    | 205       |
| 25           | 5         | Soos and the Real Girl                  | Soos a skutečná dívka                   | Matt Braly           | Mark Rizzo, Alex Hirsch                                                    | 22. září 2014      | 3. ledna 2015      | 11. dubna 2016    | 204       |
| 26           | 6         | Little Gift Shop of Horrors             | Malý suvenýrový krámek hrůz             | Stephen Sandoval     | Shion Takeuchi, Matt Chapman, Alex Hirsch                                  | 4. října 2014 (DC) | 21. března 2015    | 12. dubna 2016    | 206       |
| 27           | 7         | Society of the Blind Eye                | Tajná společnost                        | Sunil Hall           | Matt Chapman, Alex Hirsch                                                  | 27. října 2014     | 28. března 2015    | 13. dubna 2016    | 207       |
| 28           | 8         | Blendin's Game                          | Počastování časem                       | Matt Braly           | Jeff Rowe, Alex Hirsch                                                     | 10. listopadu 2014 | 18. dubna 2015     | 14. dubna 2016    | 208       |
| 29           | 9         | The Love God                            | Amor, bůh lásky                         | Sunil Hall           | Josh Weinstein, Alex Hirsch                                                | 26. listopadu 2014 | 19. dubna 2015     | 15. dubna 2016    | 209       |
| 30           | 10        | Northwest Mansion Mystery               | Tajemství panství Northwestových        | Sunil Hall           | Josh Weinstein, Alex Hirsch                                                | 16. února 2015     | 25. dubna 2015     | 16. dubna 2016    | 211       |
| 31           | 11        | Not What He Seems                       | Všechno je jinak                        | Sunil Hall           | Josh Weinstein, Alex Hirsch                                                | 9. března 2015     | 20. června 2015    | 17. dubna 2016    | 210       |
| 32           | 12        | A Tale of Two Stans                     | Příběh dvou Stanů                       | Sunil Hall           | Josh Weinstein, Matt Chapman, Alex Hirsch                                  | 13. července 2015  | 21. listopadu 2015 | 18. dubna 2016    | 214       |
| 33           | 13        | Dungeons, Dungeons & More Dungeons      | Kobky, kobky a ještě kobky              | Stephen Sandoval     | Matt Chapman, Josh Weinstein, Alex Hirsch                                  | 3. srpna 2015      | 28. listopadu 2015 | 19. dubna 2016    | 212       |
| 34           | 14        | The Stanchurian Candidate               | Nestandardní kandidát                   | Matt Braly           | Jeff Rowe, Josh Weinstein, Alex Hirsch                                     | 24. srpna 2015     | 5. prosince 2015   | 20. dubna 2016    | 213       |
| 35           | 15        | The Last Mabelcorn                      | Poslední mabelrožec                     | Matt Braly           | Alex Hirsch                                                                | 7. září 2015       | 12. března 2016    | 21. dubna 2016    | 217       |
| 36           | 16        | Roadside Attraction                     | Turisticky atraktivní                   | Sunil Hall           | Jeff Rowe, Josh Weinstein, Alex Hirsch                                     | 21. září 2015      | 12. prosince 2015  | 22. dubna 2016    | 215       |
| 37           | 17        | Dipper and Mabel vs. The Future         | Dipper a Mabel proti budoucnosti        | Stephen Sandoval     | Matt Chapman, Josh Weinstein & Alex Hirsch náčrt: Mark Rizzo & Alex Hirsch | 12. října 2015     | 19. března 2016    | 23. dubna 2016    | 216       |
| 38           | 18        | Weirdmageddon Part 1                    | Divnogeddon                             | Sunil Hall           | Josh Weinstein, Alex Hirsch                                                | 26. října 2015     | 2. dubna 2016      | 24. dubna 2016    | 218       |
| 39           | 19        | Weirdmageddon 2: Escape from Reality    | Divnogeddon 2: Únik z reality           | Matt Braly           | Jeff Rowe, Alex Hirsch                                                     | 23. listopadu 2015 | 9. dubna 2016      | 25. dubna 2016    | 219       |
| 40           | 20        | Weirdmageddon 3: Take Back the Falls    | Divnogeddon 3: Získat městečko zpátky   | Stephen Sandoval     | Shion Takeuchi, Mark Rizzo, Jeff Rowe, Josh Weinstein, Alex Hirsch         | 15. února 2016     | 7. května 2016     | 26. dubna 2016    | 221       |
| 41           | 21        | Weirdmageddon 4: Somewhere in the Woods | Divnogeddon 4: Kdosi v lesích (Dodatek) | Stephen Sandoval     | Shion Takeuchi, Mark Rizzo, Jeff Rowe, Josh Weinstein, Alex Hirsch         | 15. února 2016     | 7. května 2016     | 27. dubna 2016    | 221       |

## Kraťasy

### Dipperův průvodce záhadami
| Č. v seriálu | Č. v řadě | Název           | Český název       | Premiéra v USA | Premiéra v ČR  | Produkční kód |
| ------------ | --------- | --------------- | ----------------- | -------------- | -------------- | ------------- |
| 1            | 1         | Candy Monster   | Cukrožravá stvůra | 14. října 2013 | 1. března 2014 | 004           |
| 2            | 2         | Stan's Tattoo   | Stanovo tetování  | 14. října 2013 | 1. března 2014 | 001           |
| 3            | 3         | Mailbox         | Poštovní schránka | 15. října 2013 | 1. března 2014 | 002           |
| 4            | 4         | Lefty           | Levostran         | 16. října 2013 | 1. března 2014 | 006           |
| 5            | 5         | The Tooth       | Zub               | 17. října 2013 | 1. března 2014 | 005           |
| 6            | 6         | The Hide Behind | Schovávač         | 18. října 2013 | 1. března 2014 | 003           |

### Mabelin životní rádce
| Č. v seriálu | Č. v řadě | Název                     | Český název                  | Premiéra v USA | Premiéra v ČR   | Produkční kód |
| ------------ | --------- | ------------------------- | ---------------------------- | -------------- | --------------- | ------------- |
| 7            | 1         | Mabel's Guide to Dating   | Mabelin průvodce randěním    | 3. února 2015  | 12. května 2014 | 008           |
| 8            | 2         | Mabel's Guide to Stickers | Mabelin průvodce samolepkami | 4. února 2015  | 13. května 2014 | 010           |
| 9            | 3         | Mabel's Guide to Fashion  | Mabelin průvodce módou       | 5. února 2015  | 14. května 2014 | 009           |
| 10           | 4         | Mabel's Guide to Colors   | Mabelin průvodce barvami     | 6. února 2015  | 15. května 2014 | 011           |
| 11           | 5         | Mabel's Guide to Art      | Mabelin průvodce uměním      | 7. února 2015  | 16. května 2014 | 007           |

### Spravujeme se Soosem
| Č. v seriálu | Č. v řadě | Název        | Český název   | Premiéra v USA | Premiéra v ČR  | Produkční kód |
| ------------ | --------- | ------------ | ------------- | -------------- | -------------- | ------------- |
| 12           | 1         | Golf Cart    | Golfový vozík | 21. dubna 2014 | 19. srpna 2014 | 015           |
| 13           | 2         | Cuckoo Clock | Kukačky       | 22. dubna 2014 | 18. srpna 2014 | 014           |

### TV Kraťasy
| Č. v seriálu | Č. v řadě | Název        | Český název   | Premiéra v USA | Premiéra v ČR  | Produkční kód |
| ------------ | --------- | ------------ | ------------- | -------------- | -------------- | ------------- |
| 14           | 1         | TV Shorts #1 | TV Kraťasy #1 | 23. dubna 2014 | 20. srpna 2014 | 016           |
| 15           | 2         | TV Shorts #2 | TV Kraťasy #2 | 24. dubna 2014 | 21. srpna 2014 | 017           |

### Mabelin deníček
| Č. v seriálu | Č. v řadě | Název       | Český název     | Premiéra v USA | Premiéra v ČR   | Produkční kód |
| ------------ | --------- | ----------- | --------------- | -------------- | --------------- | ------------- |
| 16           | 1         | Heist Movie | Poníkova loupež | 2. června 2014 | 25. března 2016 | 013           |
| 17           | 2         | Petting Zoo | Výlet do zoo    | 2. června 2014 | 19. března 2015 | 012           |